# 索朗贡布
索朗贡布（？—）藏族，西藏自治区那曲地区嘉黎县人，班禅额尔德尼·确吉杰布的哥哥。

## 生平
索朗贡布的父亲是索朗扎巴，母亲是桑吉卓玛，两人都出生在普通牧民家。1986年，二人在那曲地区组织的文化补习班上结识并有了感情，一年以后在嘉黎县结婚。索朗贡布是他们的第一个孩子。后来，他们又生下第二个儿子坚赞诺布。
索朗贡布小时候很淘气，性格外向，而弟弟坚赞诺布性格沉静，稳重含蓄。兄弟俩从小感情很好。1995年，坚赞诺布即将在日喀则扎什伦布寺举行坐床典礼前，曾有记者到他家拜会。刚进院门，索朗贡布就拿着玩具枪蹦跳着出来，一阵热闹之后被母亲桑吉卓玛拉进屋。坚赞诺布坐床成为十一世班禅之后，兄弟俩依然感情甚好。索朗贡布在学习中遇到问题，从来不和父母说，都和已成为班禅的弟弟说。
2004年8月15日，十一世班禅朝拜拉萨大昭寺，并为大昭寺僧众摸顶赐福。班禅的父亲索南扎巴、母亲桑吉卓玛和哥哥索朗贡布也随同前往。